# Джон Кітолано
Джон Шугуто Кітолано (англ. John Shuguto Kitolano, нар. 18 жовтня 1999, ДР Конго) — норвезький футболіст конголезького походження, захисник клубу «Одд».

## Клубна кар'єра
Джон Кітолано народився на території ДР Конго. Та грати у футбол на професійному рівні він почав у Норвегії. Першим клубом Джона став «Одд».
Після сезону у чемпіонаті Норвегії, у 2018 році Кітолано направився до Англії, де приєднався до клубу «Вулвергемптон Вондерерз». Але в чемпіонаті англії футболіст не провів жодного матчу і у 2020 році повернувся до Норвегії. На правах оренди він грав у «Молде» та у своєму першому клубі «Одд». З 2021 року Кітолано повноцінно повернувся до «Одд», підписавши з клубом контракт на постійній основі.

## Збірна
З 2015 року Джон Кітолано загалом провів 37 матчів у юнацьких збірних Норвегії різних вікових категорій.

## Особисте життя
Джон Кітолано разом з родиною перебрався до Норвегії з ДР Конго у 2005 році. Два його брати - молодший Джошуа та старший Ерік також грають у футбол на професійному рівні у чемпіонаті Норвегії.